# دی شاه‌تخته
دی شاه‌تخته یک ستاره است که در صورت فلکی شاه‌تخته قرار دارد.